# The Man Who Wasn't There
The Man Who Wasn't There és la 9a pel·lícula dels germans Coen, estrenada el 2001.
Aquell mateix any, la pel·lícula va rebre el premi de l'escenificació al Festival de Canes, exæquo amb Mulholland Drive de David Lynch.

## Argument
Califòrnia, 1949. Ed Crane, «segona butaca» en una perruqueria, és un ésser rosegat per l'avorriment. La seva dona l'enganya amb el seu patró, i decideix fer cantar aquest. Els diners obtinguts li permetrien reiniciar la seva vida gràcies a una associació feta amb un viatjant de comerç. Però les coses van malament quan l'amant s'adona que és Ed que ho fa cantar...

## Repartiment
- Billy Bob Thornton: Ed Crane
- Frances McDormand: Doris Crane
- Michael Badalucco: Frank Raffo
- James Gandolfini: Dave «Big Dave» Brewster
- Katherine Borowitz: Ann Nirdlinger
- Jon Polito: Creighton Tolliver
- Scarlett Johansson: Rachael «Birdy» Abundas
- Richard Jenkins: Walter Abundas
- Tony Shalhoub: Freddy Riedenschneider
- Christopher Kriesa: Persky
- Brian Haley: Pete Krebs
- Jack McGee: Burns

## Premis i nominacions

### Premis
- BAFTA a la millor fotografia per Roger Deakins
- Millor direcció al Festival Internacional de Cinema de Canes per Joel Coen

### Nominacions
- Oscar a la millor fotografia per Roger Deakins (2002)
- Globus d'Or a la millor pel·lícula dramàtica
- Globus d'Or al millor actor dramàtic per Billy Bob Thornton
- Globus d'Or al millor guió per Joel Coen i Ethan Coen
- César a la millor pel·lícula estrangera (2001)

## Al voltant de la pel·lícula
- La pel·lícula és en blanc i negre, cosa que subratlla els contrasts i ret homenatge al cinema negre dels anys 1940. Els productors van exigir que existís una versió en color destinada al mercat vídeo.
- Per a aquesta pel·lícula, els germans Coen s'han inspirat igualment en el treball de James Cain.
- Per a Joel Coen, la idea inicial ve d'una escena de la 5a pel·lícula dels germans Coen, El gran salt (1994): l'escena passa a una perruqueria on hi havia un cartell presentant talls de cabell dels anys 40. Els dos germans han començat llavors a imaginar una història al voltant d'un perruquer que hauria pogut realitzar aquests talls.
- La història de la pel·lícula es desenvolupa a la ciutat de Santa Rosa a Califòrnia, el mateix lloc on se situava l'acció de The Darkness of a Doubt d'Alfred Hitchcock.
- L'hotel on s'allotja Creighton Tolliver es diu «Hobert Arms». Un hotel portava el mateix nom a The Big Sleep de Howard Hawks 1946.
- El nom del personatge interpretat per Tony Shalhoub, Riedenschneider, és una referència al personatge interpretat per Sam Jaffe a Quan la ciutat dorm de John Huston (1950).
- La pel·lícula s'inspira en el llibre L'estranger, d'Albert Camus.